# 孟廸
孟廸，山西太原人，明朝政治人物。舉人出身。
永樂六年，戊子科山西鄉試中舉，后任青州府知府。